# Stemona australiana
Stemona australiana är en enhjärtbladig växtart som först beskrevs av George Bentham, och fick sitt nu gällande namn av Charles Henry Wright. Stemona australiana ingår i släktet Stemona och familjen Stemonaceae. Inga underarter finns listade.